# Yach Film 2005
14. Festiwal Polskich Wideoklipów Yach Film 2005 – festiwal odbył się w dniach 6-8 października 2005 roku. Równolegle odbyły się trzy imprezy dodatkowe: Festiwal Muzycznych Filmów Animowanych Krajów Skandynawskich i Nadbałtyckich (5. edycja), Festiwal Wideoklipów Dziecięcych Mały Jaś (8. edycja) i Festiwal Filmów Sportów Ekstremalnych „Zajawka” (2. edycja).

## Grand Prix
Opracowano na podstawie materiału źródłowego.
- Lech Janerka - „Rower”, realizacja Rafał Garcarek
  - Doniu feat. Pięć Dwa Dębiec - „Uciekaj”, reż. Tomasz Jarosz, realizacja i produkcja Mikołaj Kubicz
  - Kayah - „Jutro rano”, realizacja Anna Maliszewska
  - Kukiz i Piersi - „Nie gniewaj się Janek”, realizacja Grzegorz Nowiński, Maciej Szupica
  - Abradab - „Rapowe ziarno 2”, realizacja Kobas Laksa
  - Myslovitz - „Życie to surfing”, realizacja Adam Palenta

## Reżyseria
Opracowano na podstawie materiału źródłowego.
- Peja - „Życie kureskie”, reżyseria Łukasz Tunikowski (realiz. Łukasz Tunikowski)
  - Kayah - „Jutro rano”, reżyseria Anna Maliszewska (realiz. Anna Maliszewska)
  - Myslovitz - „Życie to surfing”, reżyseria Adam Palenta, Jacek Szarański (realiz. Adam Palenta)
  - Stachursky - „Taki raj”, reżyseria Patrycja Woy - Wojciechowska (realiz. Patrycja Woy-Wojciechowska)
  - Abradab - „Rapowe ziarno 2”, reżyseria Kobas Laksa (realiz. Kobas Laksa)
  - Sidney Polak - „Chomiczówka”, reżyseria Paweł Popko (realiz. Paweł Popko)

## Scenariusz
Opracowano na podstawie materiału źródłowego.
- Kukiz i Piersi - „Nie gniewaj się Janek”, scenariusz Grzegorz Nowiński, Maciej Szupica (realiz. Grzegorz Nowiński, Maciej Szupica)
  - Doniu feat. Pięć Dwa Dębiec - „Uciekaj”, scenariusz Tomasz Jarosz (realizacja i produkcja Mikołaj Kubicz)
  - Jeden Osiem L - „Pytam kiedy”, scenariusz Agnieszka i Paweł Rybarczyk (realiz. Agnieszka i Paweł Rybarczyk)
  - Kayah - „Jutro rano”, scenariusz Anna Maliszewska (realiz. Anna Maliszewska)
  - Sistars - „My music”, scenariusz Janek Komasa, Maciej Majchrzak (realiz. Janek Komasa)
  - Lech Janerka - „Rower”, scenariusz Rafał Garcarek (realiz. Rafał Garcarek)

## Montaż
Opracowano na podstawie materiału źródłowego.
- The Car Is On Fire - „Cranks”, montaż Grzegorz Nowiński (realiz. Grzegorz Nowiński)
  - Kanał Audytywny - „Spalony”, montaż Łukasz Rostkowski (realiz. Łukasz Rostkowski)
  - Zipera - „Do roboty”, montaż Ania Dymek (realiz. Kuba Łubniewski, Maciej Sobieraj)
  - Jeden Osiem L - „Pytam kiedy”, montaż Agnieszka i Paweł Rybarczyk (realiz. Agnieszka i Paweł Rybarczyk)
  - Zakopower - „Kiebyś Ty...”, montaż Łukasz Szwarc-Bronikowski (realiz. Anna Maliszewska)
  - Kapela ze Wsi Warszawa - „U boru kalinka”, montaż Rymwid Błaszczak, Leszek Molski (realiz. Rymwid Błaszczak, Leszek Molski)

## Zdjęcia
Opracowano na podstawie materiału źródłowego.
- Myslovitz - „Życie to surfing”, zdjęcia Adam Palenta (realiz. Adam Palenta)
  - Peja - „Życie kureskie”, zdjęcia Sebastian Perchel (realiz. Łukasz Tunikowski)
  - ks76 - „ks76”, zdjęcia Sebastian Perchel, Kamil Płocki (realiz. Sebastian Perchel, Paweł Przybył)
  - Ramona Rey - „Zanim słońce wstanie”, zdjęcia Łukasz Kośmicki (realiz. Łukasz Kośmicki)
  - Wilki - „Bohema”, zdjęcia Bo Martin (realiz. Bo Martin, Patrycja Woy-Wojciechowska)
  - Stachursky - „Taki raj”, zdjęcia Dominik Danilczyk (realiz. Patrycja Woy-Wojciechowska)

## Plastyczna aranżacja przestrzeni
Opracowano na podstawie materiału źródłowego.
- Pati Yang - „All That Is Thirst”, aranżacja Marta Pruska (realiz. Marta Pruska)
  - Trzeci Wymiar feat. Wall-e - „Bez rapu byłbym nikim”, aranżacja Dariusz Szermanowicz (realiz. Dariusz Szermanowicz)
  - ks76 - „ks76”, aranżacja Sebastian Perchel, Paweł Przybył (realiz. Sebastian Perchel, Paweł Przybył)
  - Zakopower - „Kiebyś Ty...”, aranżacja Paweł Przybył, Anna Maliszewska (realiz. Anna Maliszewska)
  - Sistars - „Na dwa”, aranżacja Jędrzej Sierocki (realiz. Jędrzej Sierocki)
  - Kukiz i Piersi - „Nie gniewaj się Janek”, aranżacja Grzegorz Nowiński, Maciej Szupica, Natalia Lipińska, Ewelina Puścizna, Krzysztof Bochra (realiz. Grzegorz Nowiński, Maciej Szupica)

## Animacja
Opracowano na podstawie materiału źródłowego.
- Loco Star - „So light”, animacja Bodek Kurek, Andrzej Stareński, Andrzej Rudź (realiz. Bodek Kurek)
  - Fisz&Envee - „Kryminalny Bluez”, animacja Sebastian Pańczyk (realiz. Sebastian Pańczyk)
  - Lech Janerka - „Rower”, animacja Rafał Garcarek (realiz. Rafał Garcarek)
  - Kapela ze Wsi Warszawa - „U boru kalinka”, animacja Rymwid Błaszczak, Leszek Molski (realiz. Rymwid Błaszczak, Leszek Molski)
  - Abradab - „Rapowe ziarno 2”, animacja Kobas Laksa, Zuzanna Krzysik (realiz. Kobas Laksa)
  - Rzepczyno - „Tylko jeden dom”, animacja Marcin Sztukiewicz (realiz. Piotr Maciejewski, Marcin Sztukiewicz)

## Kreacja aktorska wykonawcy utworu muzycznego
Opracowano na podstawie materiału źródłowego.
- Kukiz i Piersi - „Nie gniewaj się Janek”, kreacja aktorska Paweł Kukiz (realiz. Grzegorz Nowiński, Maciej Szupica)
  - Ptaky - „Rzeka”, kreacja aktorska Sebastian Makowski (realiz. Anna Maliszewska)
  - Ramona Rey - „Zanim słońce wstanie”, kreacja aktorska Ramona Rey (realiz. Łukasz Kośmicki)
  - Sistars - „My music”, kreacja aktorska Bartek Królik (realiz. Janek Komasa)
  - Pati Yang - „All That Is Thirst”, kreacja aktorska Pati Yang (realiz. Marta Pruska)
  - Anita & John - „Hold on”, kreacja aktorska Anita Lipnicka & John Porter (realiz. Anna Maliszewska)

## Inna Energia
Opracowano na podstawie materiału źródłowego.
- Kazik - „Los się musi odmienić”, realizacja Sławomir Pietrzak
  - Fisz & Envee - „Kryminalny Bluez”, realizacja Sebastian Pańczyk
  - Iluminacja - „Gorąco”, realizacja Marcin Tomczyk, Wiktor Owłasiuk, Waldemar Dąbrowski
  - Rzepczyno - „Tylko jeden dom”, realizacja Piotr Maciejewski, Marcin Sztukiewicz, Radek Wysocki
  - Komety - „Krzywe nogi”, realizacja Grupa Liquid w składzie Olga Wroniewicz, Magda Pik, Agata Staros, Ela Kaszuba, Luiza Kwiatkowska

## Złota Cytryna
Opracowano na podstawie materiału źródłowego.
- Renia Pączkowska & Wierka Serdiuczka - „Hop Hop Hop”, realizacja Semen Gorow (realiz. Aleksej Stepanow)

## Yach Publiczności
Opracowano na podstawie materiału źródłowego.
- Lech Janerka - „Rower”, realizacja Rafał Garcarek

## Yach Internautów
Opracowano na podstawie materiału źródłowego.
- Abradab - „Rapowe ziarno 2”, realizacja Kobas Laksa